# Belén (próxima película)
Belén es una próxima película de drama bíblico épico estadounidense dirigida por Alejandro Gómez Monteverde y escrita por Rod Barr. Está protagonizada por Sam Worthington, Ben Mendelsohn, Gael García Bernal, Deva Cassel, Akin Gazi y Yahya Mahayni.

## Sinopsis
Una joven madre debe proteger a su hijo del rey asesino Herodes I el Grande. 

## Reparto
- Sam Worthington
- Ben Mendelsohn
- Gael García Bernal
- Deva Cassel
- Akin Gazi
- Yahya Mahayni
- Marco Khan
- Jim Caviezel
- Jamie Ward
- James Oliver Wheatley
- Luca Riemma
- Youssef Tounzi

## Producción
La película está dirigida por Alejandro Gómez Monteverde y producida por Angel Studios . 
El reparto incluye a Sam Worthington, Ben Mendelsohn, Gael García Bernal, y Deva Cassel. 
La fotografía principal tuvo lugar en Marruecos en noviembre de 2024. 